# San Isidro (Intibucá)
San Isidro è un comune dell'Honduras facente parte del dipartimento di Intibucá.
Il comune è stato istituito nel 1925 con parte del territorio del comune di Jesús de Otoro.